# Bessemer (Míchigan)
Bessemer es una ciudad ubicada en el condado de Gogebic en el estado estadounidense de Míchigan. Es sede del condado de Gogebic. En el Censo de 2010 tenía una población de 1905 habitantes y una densidad poblacional de 134,59 personas por km².

## Geografía
Bessemer se encuentra ubicada en las coordenadas 46°28′39″N 90°3′00″O / 46.47750, -90.05000. Según la Oficina del Censo de los Estados Unidos, Bessemer tiene una superficie total de 14.15 km², de la cual 14.15 km² corresponden a tierra firme y (0%) 0 km² es agua.

## Demografía
Según el censo de 2010, había 1905 personas residiendo en Bessemer. La densidad de población era de 134,59 hab./km². De los 1905 habitantes, Bessemer estaba compuesto por el 96.38% blancos, el 0.47% eran afroamericanos, el 0.94% eran amerindios, el 0.31% eran asiáticos, el 0% eran isleños del Pacífico, el 0.26% eran de otras razas y el 1.63% pertenecían a dos o más razas. Del total de la población el 0.73% eran hispanos o latinos de cualquier raza.